# Банистер, Джон
Джон Ба́нистер (англ. John Banister, 1650—1692, в некоторых источниках год смерти — 1680 год) — английский миссионер, натуралист, путешественник.

## Краткая биография
Закончил Оксфордский университет в 1671 году, через три года в качестве миссионера был отправлен из Англии в Северную Америку — сначала в Вест-Индию (Барбадос, Гренада), затем в Виргинию. Изучал природу Виргинии, занимаясь большей частью растениями, а также насекомыми и моллюсками.
Одной из целью его изысканий был сбор ранее неизвестных растений для ботанических садов Англии — Оксфордского ботанического сада (англ. University of Oxford Botanic Garden), а также для незадолго до этого (в 1676 году) созданного ботанического сада в Челси. Среди растений, которые благодаря Банистеру стали выращивать в садах, — Магнолия виргинская (Magnolia virginiana), Дицентра клобучковая (Dicentra cucullaria), Дуб американский шарлаховый (Quercus coccinea), Ликвидамбар смолоносный (Liquidambar styraciflua).
В 1680 году было опубликовано сочинение Банистера «Plantae Virginicae» («Растения Виргинии»).
Каталог растений, собранных Банистером, был опубликован во втором томе Historia generalis plantarum (1688) — трёхтомной работе английского ботаника Джона Рэя (1627—1705). Джон Рэй писал про Банистера так: Eruditissimus vir et consummatissimus botanicus («образованнейший человек и совершеннейший ботаник»).
Джон Банистер погиб на берегу реки Роанок, занимаясь сбором растений. Смерть наступила в результате огнестрельного ранения, но было ли это убийство или он погиб от несчастного случая, неизвестно. По другим данным, Банистер погиб, сорвавшись во время сбора растений со скалы.
Труд Банистера Natural history of Virginia, над которым он работал с 1678 года до самой смерти, остался неоконченным.

## В честь Банистера
В честь Джона Банистера английский ботаник Уильям Хаустон (1695—1733) назвал род растений Bannisteria. Карл Линней включил этот род в свою работу Species plantarum («Виды растений») под названием Banisteria. Поскольку с точки зрения Международного кодекса ботанической номенклатуры научные названия растений, опубликованные до 1 мая 1753 года, не считаются действительно обнародованными, Линней формально является автором этого названия и оно записывается как Banisteria L. (1753). Сейчас название Banisteria L. (1753) рассматривается как гетеротипный синоним правильного названия Heteropterys Kunth (1822), nom. cons. из семейства Мальпигиевые.
В знак признания заслуг Джона Банистера назван также журнал «Banisteria», выходящий в Виргинии.
К Джону Банистеру имеет косвенное отношение и название другого рода семейства Мальпигиевые — Banisteriopsis C.B.Rob. (1910). Этот род получил своё название за сходство с растениями из рода Banisteria L. (греч. όψις — подобный).